# Ратьзя
Ратьзя (в'єт. Rạch Giá) — столиця провінції Кьєнзянг у південному В'єтнамі.

## Географія
Місто розташоване у дельті Меконга, на узбережжі Сіамської затоки, за 1969 км від Ханоя і за 250 км від Хошиміна.

### Клімат
Місто знаходиться у зоні, котра характеризується мусонним кліматом. Найтепліший місяць — квітень із середньою температурою 29.4 °C (85 °F). Найхолодніший місяць — січень, із середньою температурою 26.1 °С (79 °F).
| Клімат Ратьзя           | Клімат Ратьзя | Клімат Ратьзя | Клімат Ратьзя | Клімат Ратьзя | Клімат Ратьзя | Клімат Ратьзя | Клімат Ратьзя | Клімат Ратьзя | Клімат Ратьзя | Клімат Ратьзя | Клімат Ратьзя | Клімат Ратьзя | Клімат Ратьзя |
| Показник                | Січ.          | Лют.          | Бер.          | Квіт.         | Трав.         | Черв.         | Лип.          | Серп.         | Вер.          | Жовт.         | Лист.         | Груд.         | Рік           |
| Абсолютний максимум, °C | 35            | 35            | 36            | 37            | 37            | 33            | 33            | 32            | 32            | 32            | 32            | 32            | 37            |
| Середній максимум, °C   | 31            | 32            | 33            | 33            | 32            | 30            | 30            | 29            | 29            | 30            | 30            | 30            | 31            |
| Середня температура, °C | 26            | 26            | 28            | 29            | 28            | 28            | 28            | 27            | 27            | 27            | 27            | 26            | 27            |
| Середній мінімум, °C    | 21            | 21            | 23            | 25            | 25            | 26            | 26            | 26            | 26            | 25            | 24            | 22            | 24            |
| Абсолютний мінімум, °C  | 16            | 17            | 17            | 20            | 22            | 20            | 20            | 22            | 21            | 20            | 20            | 18            | 16            |
| Норма опадів, мм        | 10            | 0             | 30            | 90            | 220           | 250           | 290           | 300           | 300           | 260           | 170           | 40            | 2010          |
| Днів з дощем            | 0             | 0             | 3             | 5             | 5             | 14            | 15            | 16            | 14            | 13            | 10            | 3             | 101           |
| Вологість повітря, %    | 73            | 73            | 74            | 76            | 83            | 85            | 85            | 86            | 85            | 84            | 81            | 78            | 80            |
| ----------------------- | ------------- | ------------- | ------------- | ------------- | ------------- | ------------- | ------------- | ------------- | ------------- | ------------- | ------------- | ------------- | ------------- |
| Джерело: Weatherbase    |               |               |               |               |               |               |               |               |               |               |               |               |               |

## Адміністративний поділ
Сучасний устрій місто отримало у 2005 році, коли отримало статус міста (раніше — повітове місто). Ратьзя поділяється на 11 міських округів (phường) і 1 сільську комуну (xã):
- Вінтанван (Vinh Thanh Van)
- Вінтан (Vinh Thanh)
- Вінлак (Vinh Lac)
- Вінло (Vinh Lo)
- Вінкуад (Vinh Quang)
- Ангоа (An Hoa)
- Анбан (An Binh)
- Рачшоі(Rach Soi)
- Вінтонг (Vinh Thong)
- Вінг'єп (Vinh Hiep)
- Фітонг (Phi Thong), (комуна)

За проектом розвитку передбачається розширення міста у бік моря — будівництво двох районів.

## Транспорт
Аеропорт з вильотами у Хошимін і Фукуок знаходиться за 10 км на південний схід від міста. Є дві річкові (Ратьзя і Ратьмео) і автобусні станції.